# توئوماس آنهاوا
توئوماس آنهاوا (انگلیسی: Tuomas Anhava; ۵ ژوئن ۱۹۲۷ – ۲۲ ژانویهٔ ۲۰۰۱) مؤلف (پدیدآور)، منتقد ادبی، روزنامه‌نگار، شاعر، و مترجم اهل فنلاند بود.
وی همچنین برندهٔ جوایزی همچون جایزه اینو لینو شده‌است.